# Dukla
Dukla là một thị trấn thuộc huyện Krośnieński, tỉnh Podkarpackie ở đông-nam Ba Lan. Thị trấn có diện tích 5 km². Đến ngày 1 tháng 1 năm 2011, dân số của thị trấn là 2128 người và mật độ 388 người/km².